# Knut Zachrisson
Karl Valter Knut Zachrisson, född 30 november 1891 i Vimmerby, död 22 augusti 1955 i Ängelholm, var en svensk militär (överste). 
Zachrisson avlade officersexamen 1915 och utnämndes till kapten i Flygvapnet 1927. Han var chef för Försökscentralen (FC) 1937–1940 och flottiljchef vid Skånska flygflottiljen (F 10) 1940–1946. Åren 1946–1952 var han chef för Södra flygbasområdet (Flybo S). Zachrisson blev riddare av Svärdsorden 1936 och kommendör av andra klassen av samma orden 1946. Han var gift med musikläraren Thorborg Augustini (1894–1966). Makarna Zachrisson är begravda på Gamla griftegården i Linköping.